# ユリ遺跡
ユリ遺跡（ユリいせき）は、福井県三方上中郡若狭町鳥浜・向笠に位置する低湿地遺跡・複合遺跡である。縄文時代後期から晩期に使用された丸木舟が複数出土したことで知られる。

## 概要
ユリ遺跡は、若狭地方の湿地環境に適応した生活文化を理解する遺跡として、近接する鳥浜貝塚とともに重要であり、縄文時代後期から晩期の丸木舟の出土は、縄文時代における漁撈活動や水上交通の重要性を示す証拠と考えられている。
2006年（平成18年）から2007年（平成19年）、舞鶴若狭自動車道建設事業に伴う発掘調査によって研究が進み、主要な出土物である丸木舟は若狭三方縄文博物館で保存展示されている。

## 地理的・歴史的環境

### 地理的環境

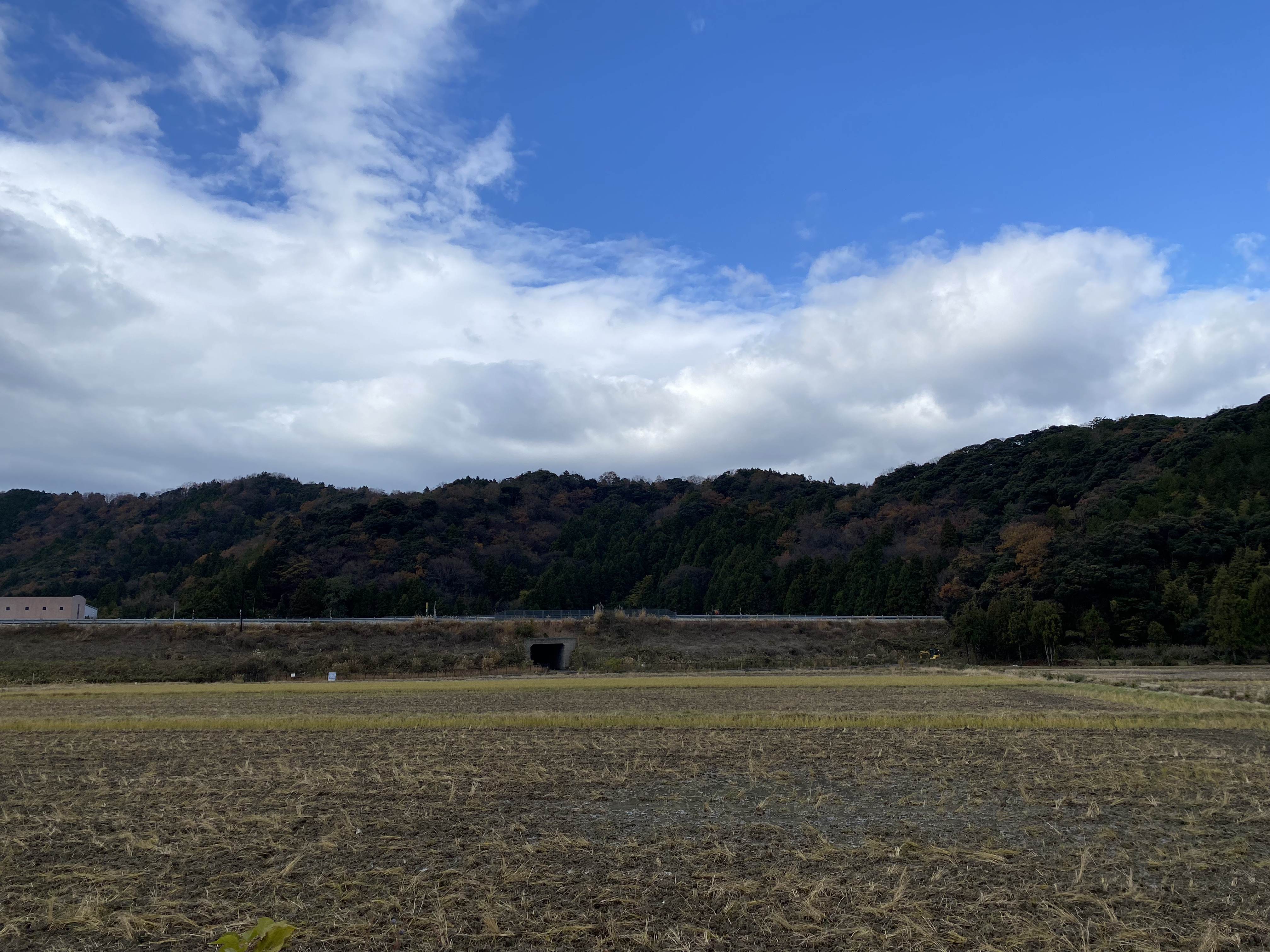
ユリ遺跡の埋没する土地（舞鶴若狭自動車道を望む）

若狭湾に面した福井県若狭町の縄文時代遺跡である。周辺には、隣接の小浜市から若狭町を通り敦賀市にかけて若越断層帯が走り、その中の三方断層が遺跡東部を走っている。遺跡は若狭町東部を流れる鰣川の支流である高瀬川西側の椎山丘陵南側の水田地帯で発見された。鰣川は若狭町東部の主要河川で、三十三間山から発し、北流して三方湖へ注ぐ。この鰣川と高瀬川の合流地点には鳥浜貝塚遺跡も発見されている。遺跡発見地周辺は泥炭土からなる湖沼性堆積面の形成が見られることから、古三方湖（現在の三方五湖の一部）の沿岸であったと考えられるが、現在は三方断層の隆起運動から沖積化が進み陸地化している。

### 歴史的環境
若狭町東部を流れる鰣川（はすがわ）流域では縄文時代の遺跡が多数発掘されている。ユリ遺跡遺跡のある高瀬川北西岸の水田とその背後の丘陵地の裾野は、縄文時代には湖の湖岸や浅瀬であったことが堆積した土層の状況から確認されている。
縄文時代の遺跡としてユリ遺跡以外に鳥浜貝塚、北寺遺跡、藤井遺跡がある。
ユリ遺跡は、1933年（昭和8年）より上田三平に報告された弥生時代の遺跡として周知されていた。現在の福井県『埋蔵文化財包蔵地地図（遺跡地図）』と『遺跡台帳』に定める遺跡番号は「31038」、遺跡種別は「集落跡」である。1974年（昭和49年）の敷地造成工事に伴い古墳時代の須恵器が出土し、古墳時代にかけての複合遺跡である可能性が指摘されている。なお、前述の『埋蔵文化財包蔵地地図』には、「縄文・弥生・古墳・平安・中世」に亘る遺跡として登載されている。

#### 北寺遺跡
1990年（平成2年）に丘陵前面の水田部分の発掘調査が、2001〜2004年（平成13〜16年）年には山麓部の発掘調査が行われている。
水田部分からは、ユリ遺跡と同様に泥炭層と貝層が見つかり、縄文時代中期から後期の土器や木製品が多く出土した。山麓部では、縄文時代後期の竪穴建物が検出されている。

#### 藤井遺跡
鰣川右岸の水田地帯に位置し、1984年（昭和59年）に発掘調査が実施され、炉跡や埋甕などが検出されている。
出土した切目石錘から、この地域で漁撈活動が行われていたことがわかる。
鳥浜貝塚、ユリ遺跡、北寺遺跡などの発掘調査の結果から、鰣川流域にはかつて大きな湖沼が存在していたことが明らかになり、この湖沼の岸辺に集落を形成していたと考えられる。

## 発掘調査

### 認知
ユリ遺跡は、1933年（昭和8年）に上田三平によって「三方湖の東南岸鰣川流域の八村鳥浜の由里谷地先水田」から弥生土器が出土したとされたものと同じ遺跡と考えられ、昭和戦前期から周知されていた遺跡であった。1974年（昭和49年）に付近の敷地造成工事にともなって古墳時代の須恵器が出土し、遺跡の年代は古墳時代にまで下る可能性が指摘された。

### 1990-1991年
1991年（平成3年）度、県営圃場整備事業のために事前に発掘調査が必要となった。三方町教育委員会は第1次調査を1990年（平成2年）3月5日～30日に夏浦地区で、第2次調査を1990年（平成2年）10月16日～12月1日に弁天地区で行い、1991年（平成3年）5月16日～10月25日に両地区の本調査（第3次調査）を実施した。
この調査では760平方メートルを発掘し、縄文時代後期から晩期の丸木舟が4艘出土した。

### 2006-2007年
1989年（平成元年）に舞鶴若狭自動車道の基本計画が決定され、福井県教育委員会が主体となり2006年（平成18年）4月に試掘調査を実施、同年11月より第4次発掘調査が福井県教育庁埋蔵文化財調査センターにより実施された。
この調査の対象面積は2,200平方メートルで、縄文時代の丸木舟5艘をはじめ多くの土器、木器などが出土した。

### 2010-2011年
第6次調査は2010年（平成22年）11月から12月に若狭三方縄文博物館により実施され、炉やピット等複数の遺構が発掘された。
その後第7次調査が2011年（平成23年）8月から9月にかけて若狭三方縄文博物館により実施され、縄文時代の建物跡等が検出された。第7次調査は63平方メートルの区画を対象に行われ、ユリ遺跡では初めての遺構発見につながった。

## 出土品

### 丸木舟
旧三方町教育委員会調査時に出土した4艘と、福井県教育庁埋蔵文化財調査センターが調査した際に出土した5艘の丸木舟がある。丸木舟は特に縄文時代後期から晩期にかけてのものが発見されており、材質はすべて杉、全体的に浅く細長い形状で、内側は火で焼いて削り出しを容易にするよう工夫した制作工程の痕跡がみえる。
| 丸木舟 | 平面形         | 全長（現存）㎝  | 幅 ㎝             | 深さ ㎝ | 横帯  | 横断面                   | 欠損部分                 |
| ------ | -------------- | --------------- | ----------------- | ------- | ----- | ------------------------ | ------------------------ |
| 1号    | 鰹節型         | 522             | 船首51 船尾56     | 約10    | 3カ所 | 船底が緩いカーブ         | 船尾近くの右舷           |
| 2号    | 鰹節型（推定） | 490             | 最大48            | 約7.5   | あり  | 船底が緩いカーブ         | 舟ヘリの立上がりの大部分 |
| 3号    | 鰹節型（推定） | 580             | 最大30            | －      | －    | 1,２,4号より丸みが強い   | 舟ヘリのほとんど         |
| 4号    | 鰹節型（推定） | 587             | 最大57            | －      | －    | ほぼ平坦に加工された船底 | 船首部先端右ヘリ         |
| 5号    | 鰹節型（推定） | 437             | 船首22 船尾34     | －      | －    | 緩やかな弧状（推定）     | 船首、右舷側、船尾端     |
| 6号    | 不明           | 212             | 中央部22 船尾28.5 | －      | －    | 緩やかな弧状（推定）     | 船尾端、両舷側           |
| 7号    | 不明           | 358             | 船首30 船尾36     | －      | 2カ所 | 逆台形状（推定）         | 船首、船尾、両舷側       |
| 8号    | 不明           | 435（含欠損部） | 船首3 船尾31      | －      | －    | 緩やかな弧状（推定）     | 船首、船尾、両舷側       |
| 9号    | 鰹節型（推定） | 472             | 船首25.5 船尾28.5 | －      | －    | 逆台形状（推定）         | 船首端、船尾端、左舷側   |

1号～4号

5号～9号

### 丸木舟以外の出土品
縄文時代早期前半から晩期中葉に属するものと、弥生時代後期前半から古墳時代に属するものとに大別される。また、分類では、縄文土器、弥生土器、古式土師器、須恵器、石器（磨製石斧・磨石・石皿・石鏃など）、木製品（丸木舟・櫂・農具・容器・用途不明木製品）に大別される。また、建物跡も発見された。
土器
縄文土器、弥生土器、古式土師器、須恵器などが発見された。
縄文土器は、早期前半から晩期中葉の土器が発掘された。
早期土器では、前半の押型文が確認されている。紋様は、「傾斜する格子目文」、「拒形文」、「綾杉文」、「山形文」が確認された。
前期土器では、前葉の船元Ⅰ式、中葉から後半の船元Ⅲ・4式、里木Ⅱ式、末葉の土器が確認された。この時期の出土量が増加しており、ユリ遺跡の形成において、安定した時期となっている。
後期土器では、前葉の中津式併行、中葉から後葉の緑帯文、北白川上層式1・2期、加曽利B1式併行、元住吉山Ⅰ・Ⅱ式、宮滝式の土器が確認されたが、中期土器と比較して出土量が少ない。
晩期土器では、中葉の滋賀里Ⅲb式、滋賀里4式の土器が確認されたが、出土量は少ない。
弥生土器・古式土師器は、出土点数は多くはない。弥生土器・古式土師器の区分は困難である。時期的には、弥生時代後期前半、弥生時代後期最終末から古墳時代初頭、古式土師器でも須恵器が出現する直前の頃のものに大別される。
石器
石器の器種は、磨製石斧、磨石、石皿、などに分けられる。遺跡の時期を確定できるものは少なく、縄文早期、中期〜晩期までのものと考えられている。
土製品
管状土錘が出土した。打欠・切目石錘と同様に漁網錘と推定され、刺網等の網に使われたと考えられている。
木製品
木製品は、主に縄文期での湖沼地が干上がった後に形成された現水田面床土の下の有機物混粘性土や未分解有機物の堆積層から出土した。同時に出土した土器等から考えて弥生以降のものが多数を占めている。
縄文時代の木製品については、丸木舟が出土した以外は、木製遺物はほとんど見られなかった。
出土したのは、運搬具（丸木舟や櫂・櫂状木製品）、農具、容器、用途不明木製品が出土した。
建物跡
縄文時代中期末葉から後期前葉（推定）における、西側に張り出しを持つ平地建物跡が発見された。

## 保存と活用
ユリ遺跡の出土品の多くは、若狭三方縄文博物館で展示されている。特に丸木舟を中心とした展示が行われており、土器づくり・土笛つくり・勾玉づくり・火起こし・丸木舟乗船の体験講座を開催している。博物館では実験考古学による丸木舟などの復元品も公開している。

## ギャラリー

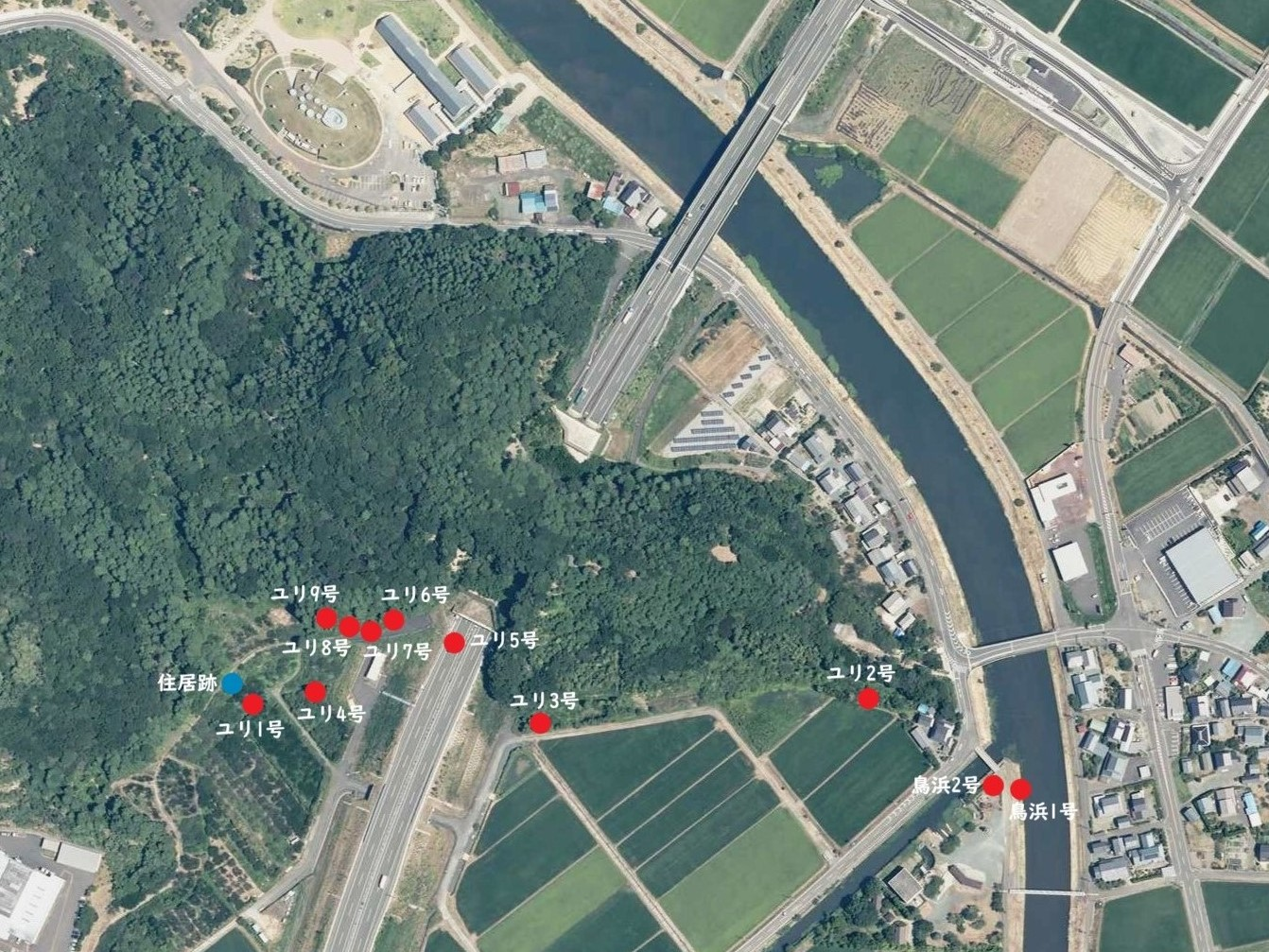
ユリ遺跡における丸木舟の出土地点

丸木舟
- ユリ遺跡5号丸木舟
- ユリ遺跡6号丸木舟
- ユリ遺跡7号丸木舟
- ユリ遺跡8号丸木舟
- ユリ遺跡9号丸木舟

その他の出土品、遺跡の調査状況
- 縄文土器
- 縄文土器
- 木製品（櫂）
- 木製品
- 遺跡の調査状況（2006-07）
- 遺跡の調査状況（2006-07）

若狭三方縄文博物館の展示
- 1号丸木舟
- 2号・3号丸木舟
- 4号丸木舟
- 5号丸木舟
- 6号丸木舟
- 7号丸木舟
- 8号丸木舟
- 9号丸木舟